# Hjalmar Kempff
Karl Hjalmar Kempff, född 28 november 1834 i Längbro socken, Örebro län, död 22 november 1915 i Stockholm, var en svensk filolog.
Kempff blev student vid Uppsala universitet 1854, filosofie kandidat 1866, filosofie doktor samma år, docent i nordiska språk vid Uppsala universitet 1867, Lidénsk amanuens vid Uppsala universitetsbibliotek 1871 samt var lektor i modersmål samt engelska och tyska språket vid högre allmänna läroverket i Gävle 1874–1905. Han utgav skrifter i nordiska språk.